# Брвніште
Брвніште (словац. Brvnište) — село, громада округу Поважська Бистриця, Тренчинський край. Кадастрова площа громади — 6.94 км².
Населення 1196 осіб (станом на 31 грудня 2021 року).

## Історія
Брвніште згадується 1598 року.

## Населення
| Рік:            | 1994. | 2004.   | 2014.   | 2024.   |
| --------------- | ----- | ------- | ------- | ------- |
| Кількість осіб: | 1154  | 1170    | 1190    | 1167    |
| Різниця:        |       | +1,38 % | +1,70 % | -1,93 % |

| Рік:            | 2023. | 2024.   |
| --------------- | ----- | ------- |
| Кількість осіб: | 1172  | 1167    |
| Різниця:        |       | -0,42 % |